# Linda Riedmann
Linda Riedmann née le 23 mars 2003 à Karbach, est une coureuse cycliste allemande.

## Biographie
Lors de sa dernière saison junior, en 2021, elle s'impose sur la coupe des nations au Tour du Gévaudan Occitanie, puis devient championne d'Europe junior, avant de glaner la médaille de bronze aux championnats du monde junior.
Pour la saison 2022 elle signe avec l'équipe professionnelle Jumbo-Visma.

## Palmarès sur route

### Palmarès par années
- 2021
  -  Championne d'Europe sur route juniors
  - Tour du Gévaudan Occitanie juniors : 
    - Classement général
    - 1re et 2e étapes

  -  Médaillée de bronze de la course en ligne aux championnats du monde juniors
  - 3e du Watersley Ladies Challenge (juniors)
- 2022
  -  Championne d'Europe du contre-la-montre en relais espoirs
  - 2e du championnat d'Allemagne espoirs
  - 9e du championnat d'Europe du contre-la-montre espoirs
- 2023
  - 3e du Grand Prix Stuttgart & Region
  - 8e du championnat du monde sur route espoirs
- 2025
  -  Championne d'Allemagne sur route espoirs

### Résultats sur les grands tours

#### Tour d'Italie
1 participation
- 2023 : 86e

#### Tour de France
1 participation
- 2024 : 72e

### Classements mondiaux
| Année                                 | 2022 | 2023 | 2024 |
| ------------------------------------- | ---- | ---- | ---- |
| Classement UCI                        | 236e | 344e | 175e |
| UCI World Tour                        | 124e | nc   | 136e |
|                                       |      |      |      |
| Légende : nc = non classéSource : UCI |      |      |      |